# 張博棋
張博棋（1971年5月30日—）是台灣的漫畫家。崇右影藝科技大學五專－企葉管理科畢業。一度使用帕基為筆名。
代表作為《女學館》。

## 簡歷
- 1992年 - 以〈小公主日記〉刊載於《公主月刊》正式出道。
- 1993年 - 以〈奇神太保〉獲得第1屆大然漫畫新人王第2名。
- 1993年 - 以〈奇神太保〉於《魔奇漫畫》月刊開始連載。
- 1998年 - 以〈女學館〉於《熱門少年TOP》週刊開始連載。
- 2002年 - 以〈準考生〉於東立出版《寶島少年》月刊開始連載。
- 2003年 - 以〈網戀〉在《龍少年》月刊開始連載。

## 作品一覽

### 短篇漫畫
- 小公主日記

### 長篇漫畫
- 奇神太保
- 女學館
- 準考生
- 網戀

### 單行本
- 奇神太保（全8集）
- 女學館（全11集）
- 準考生（全4集）
- 網戀（全10集）
- 瑪姬Pet (全3集)

## 外部連結
- 張博棋個人網誌
- 漫畫家張博棋介紹 （页面存档备份，存于）
- 張博棋粉絲專頁